# Думенгьич, Зоя
Зоя Думенгьич (хорв. Zoja Dumengjić, урождённая Зоя Петровна Непенина; 31 декабря 1904, Одесса, Херсонская губерния — 14 мая 2000, Загреб) — хорватский архитектор, специалист в области проектирования зданий для медицинских учреждений.

## Биография
Зоя Непенина родилась в Одессе в семье военнослужащего Русской императорской армии Петра Непенина. В 1919 году, спасаясь от боевых действий, Зоя вместе с семьёй эмигрировала из родного города в Королевство сербов, хорватов и словенцев. В 1923 году она поступила на архитектурное отделение Высшей технической школы Загреба, где познакомилась со своим будущим мужем Селимиром Думенгьичем, и в 1927 году получила диплом архитектора, став третьей женщиной-архитектором, выпустившейся из стен этого учебного заведения. С 1928 по конец 1930 года она работала в бюро загребского архитектора Игнята Фишера, который в 1930 году, в качестве соавтора, привлёк её к проектированию здания Загребского банка, расположившегося на площади Бана Йосипа Елачича.
Покинув бюро Фишера, Зоя Думенгьич заняла должность архитектора в Институте гигиены Школы общественного здравоохранения, где её первым проектом, в соавторстве с её мужем и ещё одним архитектором-эмигрантом Георгием Киверовым, стало здание Еврейской больницы, получившее награду на архитектурном конкурсе. На своей должности в Институте гигиены Думенгьич проработала до 1941 года, и за одиннадцать лет активной деятельности она стала автором целого ряда проектов зданий для медицинских учреждений, чертежи для которых она создавала вдохновляясь проектами финского архитектора Алвара Аалто. Помимо проектов медицинских зданий, в этот период Думенгьич, совместно с Киверовым и своим мужем, стала автором нескольких проектов административных и индустриальных зданий, некоторые из которых были удостоены наград на архитектурных конкурсах.
После вторжения в Югославию войск «оси» Зоя Думенгьич осталась в Хорватии и стала архитектором при новосозданном Государственном институте по производству лекарственных средств и вакцин (PLIVA), для которого она, опираясь на санитарно-эпидемиологические рекомендации хорватского врача и гигиениста Андрия Штампара, спроектировала производственное здание в Калиновице. Весной 1944 года чета Думенгьич выиграла конкурс на создание проекта университетского общежития в Тушканаце, а спустя некоторое время Зоя единолично одержала победу в конкурсе проектов по восстановлению разрушенных войной паннонских жилых домов, представив публике эскизы построек в хайматстиле.
В 1946 году Зоя Думенгьич стала штатным архитектором Министерства здравоохранения СР Хорватия, где год спустя возглавила Департамент строительства медицинских учреждений. В 1948 году она покинула свой пост в департаменте и устроилась на работу в Архитектурно-проектный институт, являвшийся в то время ведущим вузом Югославии в области архитектуры. Именно в стенах этого учреждения Думенгьич создала главную в своей карьере работу — проект общей больницы в Сплите, представлявший собой четырёхэтажное здание с фасадом галерейного типа и отклонённым в сторону под небольшим углом крылом. В 1954 году супруги Думенгьич начали работу над другим медицинским проектом — зданием детской клинической больницы в Подгорице, которое было достроено на берегу реки Морача через три года после его успешной экспозиции на Всемирной выставке в Брюсселе 1958 года. В том же 1954 году Зоя покинула институт и основала собственное архитектурное бюро, в котором проработала до своего выхода на пенсию в 1975 году.